# Mariene ecoregio Auckland Island
De Mariene ecoregio Auckland Island (232) (Engels: Auckland Island marine ecoregion) is een biogeografische regio en ligt in het zuidwesten van de Grote Oceaan in de Mariene provincie Subantarctisch Nieuw-Zeeland (62) in het Marien rijk Zuidelijke Oceaan. De mariene ecoregio is vastgesteld door het World Wide Fund for Nature en The Nature Conservancy en is vernoemd naar Auckland Island.
In het noorden grenst het gebied aan de mariene ecoregio Snareseilanden (201) en in het oosten aan de mariene ecoregio Campbell Island (231).

## Geografie
De mariene ecoregio ligt in het zuidwesten van de Grote Oceaan rond de Aucklandeilanden ten zuiden van Nieuw-Zeeland.

## Biogeografie
Het gebied kent zeeleven dat houdt van arctische temperaturen.